# Henriqueta Ana de França
Henriqueta Ana de França (Henriette Anne de France; 14 de agosto de 1727 — 10 de fevereiro de 1752), por vezes chamada de  Ana Henriqueta (Anne-Henriette), foi uma princesa francesa e irmã gêmea de Luísa Isabel da França. Era a segunda filha do rei Luís XV de França e sua esposa Maria Leszczyńska.

## Biografia
Nascida minutos depois da sua irmã gêmea Luísa Isabel a 14 de agosto de 1727 no Palácio de Versalhes, Henriqueta Ana de frança era filha do rei Luís XV de França e sua esposa Maria Leszczyńska. Henriqueta e Luísa Isabel foram criadas em Versalhes, juntamente com o irmão Luís e a irmã Adelaide.
Em 1739, sua irmã Luísa Isabel deixou a França para se casar com o infante Filipe, filho mais novo do rei Filipe V da Espanha. Henriqueta teria sofrido descontentamento com a separação de sua irmã, refugiando-se na música.

### Vida na corte

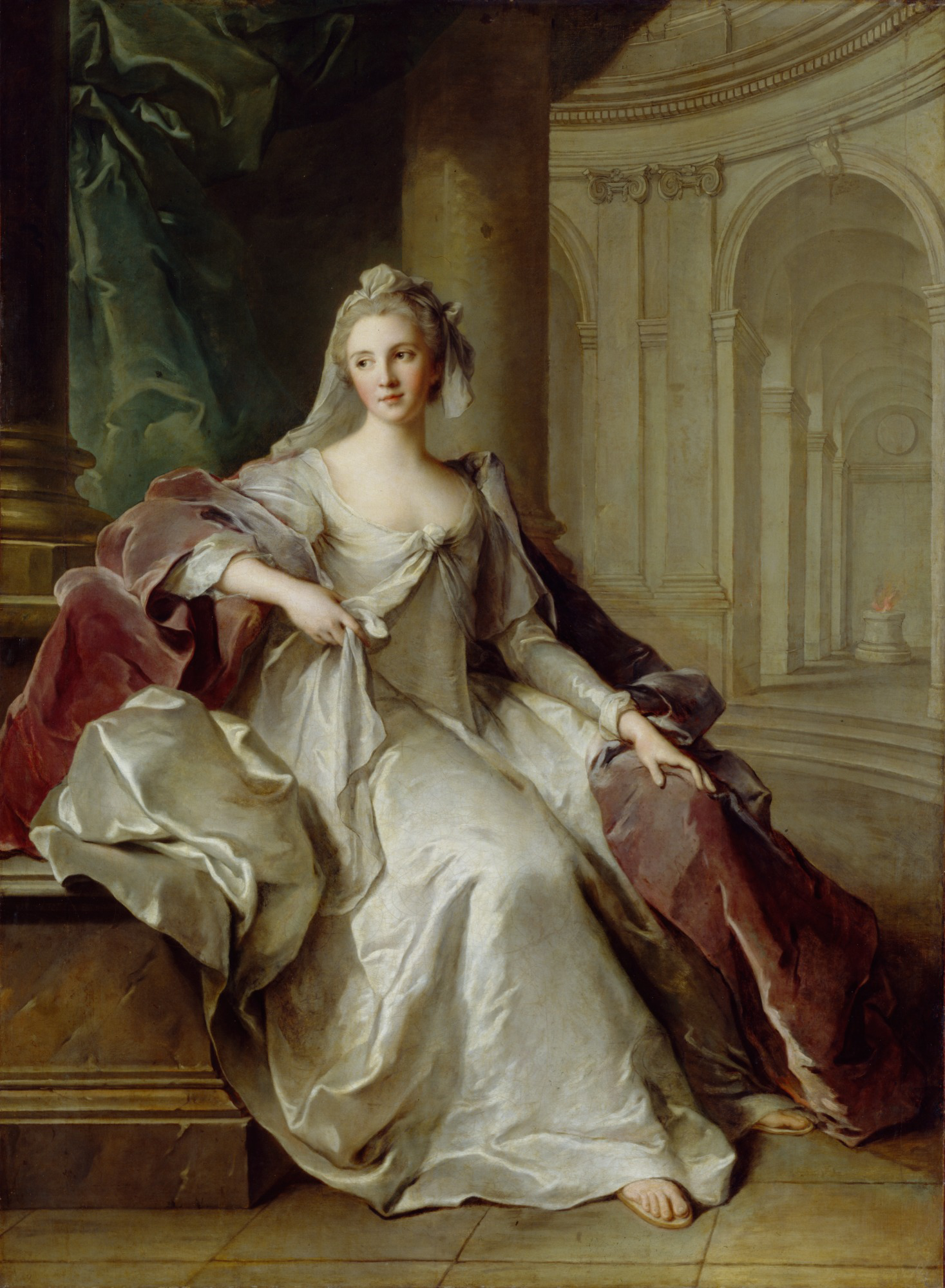
Henriqueta como uma virgem vestal
Por Jean-Marc Nattier, c. 1749

As crianças da realeza francesa podiam participar da vida da corte, bem como organizar suas próprias festividades, mesmo na infância; aqueles mantidos na corte participaram da vida da corte a partir dos doze anos de idade. A partir de 1744, Henriqueta e a irmã Adelaide acompanhavam seu pai à Ópera de Paris e, a partir de 1746, caçavam com ele cinco dias por semana. Em 1744, Henriqueta e Adelaide foram oficialmente transferidas do berçário real e o rei as concedeu uma própria comitiva compartilhada, com uma própria dama de honra.

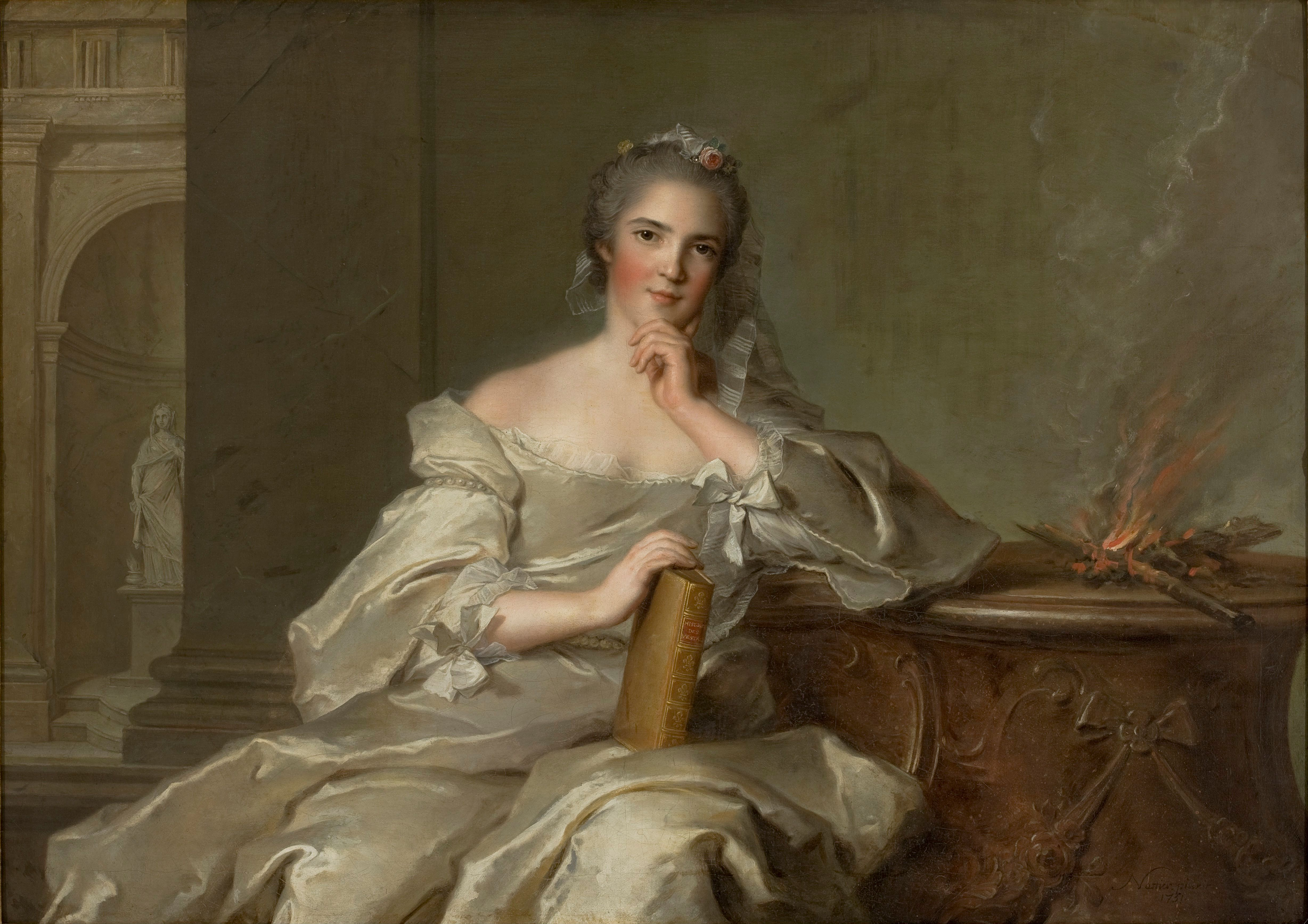
Henriqueta como - O Fogo,
Por Jean-Marc Nattier, 1751. No Palácio de Versalhes

Henriqueta era considerada uma beldade e mais bonita que sua gêmea mais velha. Ela foi descrita como gentil e melancólica, reservada, mas intensamente leal e talentosa na música. Ela era evidentemente a filha favorita de seu pai, e dizia-se que ela não tinha inimizades na corte.

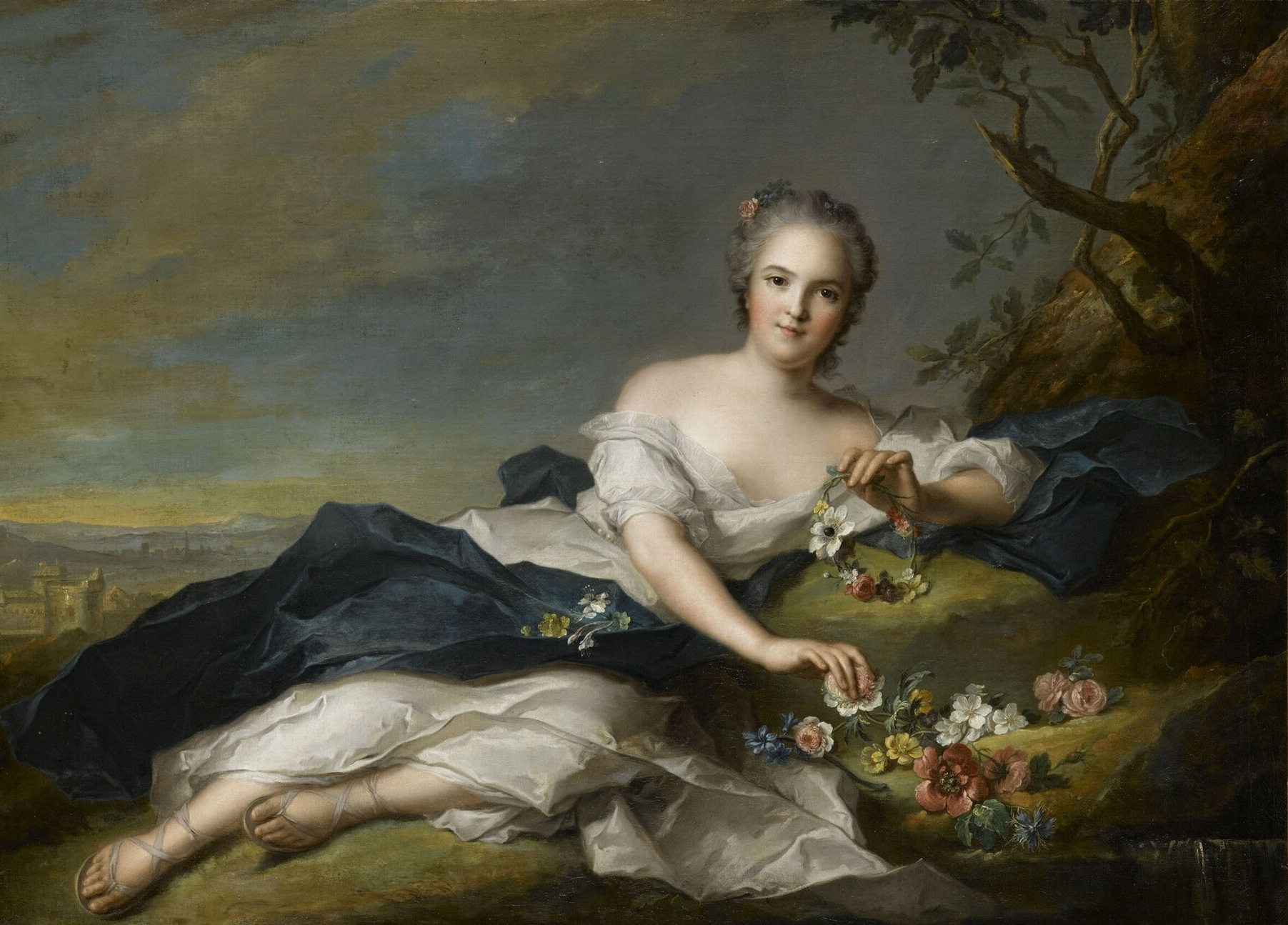
Henriqueta como Flora, por Jean-Marc Nattier

Apesar de sua beleza, nenhuma negociação séria de casamento foi feita para Henriqueta. Em 1740, Luís Francisco, Príncipe de Conti sugeriu um casamento entre ele e Henriqueta ao pai dela; quando ele ficou sozinho com o rei durante uma caçada, explicando que acreditava que poderia fazer Henriqueta feliz, e que tal casamento significaria que ela nunca teria que deixar seu pai e a França; mas o rei não reagiu favoravelmente à proposta. Paralelamente, Henriqueta se apaixonou, mutuamente, por seu primo, Luís Filipe I, Duque de Orleães, e desejou se casar com ele. O rei inicialmente aprovou o projeto, mas mudou de ideia, não querendo a família Orleães muito perto do trono.
Sua gêmea, que foi descrita como ambiciosa, não estava satisfeita como esposa de um príncipe sem trono; ela manteve contato com a corte francesa e já em 1740 estabeleceu uma rede de contatos para ajudá-la em suas ambições; Henriqueta foi uma de suas defensoras mais fervorosas nesta matéria. De outra forma considerada como habitualmente apática em relação à política, Henriqueta teria se dedicado apaixonadamente a trabalhar para as ambições políticas de sua irmã gêmea, assim como sua irmã mais nova Adelaide e sua cunhada Maria Teresa.
Henriqueta, assim como seus irmãos, não gostavam das ligações extraconjugais de seu pai porque faziam com que seu pai negligenciasse sua mãe. Seu descontentamento com o adultério de seu pai foi direcionado para suas amantes, principalmente Madame de Pompadour, que de 1745 em diante foi a influente maîtresse-en-titre. Juntamente com o irmão Luís e irmã Adelaide apelidou a amante Pompadour de Maman Putain ("Mamãe Puta").

### Morte
Henriqueta morreu de varíola em 1752, aos 24 anos. Em fevereiro daquele ano, ela se sentiu um pouco mal e cansada, mas quando o rei lhe pediu para acompanhá-lo em um passeio de trenó, ela não deu sinais de desconforto e aceitou o convite mesmo assim. Ela foi gravemente afetada pelo clima frio e morreu após apenas três dias de doença. Foi relatado que sua família ficou estupefata com a rapidez da doença".
Luís XV reagiu com desespero "violento" à sua morte de sua filha e deu ordens para as mais altas honras em torno de seu funeral; para aumentar o luto público, seus restos mortais foram colocados nas Tulherias em vez de Versalhes antes do funeral, vestida com um de seus melhores vestidos e maquiada para parecer viva. Todavia, a recepção fúnebre pública não foi do gosto do rei, pois o povo "bebeu, riu e se divertiu", o que foi tomado como um sinal da diminuição da reputação da monarquia.
Seu coração foi enterrado na Abadia de Val-de-Grace, enquanto seus restos foram enterrados na Basílica de Saint-Denis. Seu túmulo, como outros túmulos reais em Saint-Denis, foi profanado durante a Revolução Francesa.
Madame Campan escreveu mais tarde: "Madame Henriqueta, irmã gêmea da duquesa de Parma, foi muito lamentável, pois ela teve uma influência considerável sobre a mente do rei, e observou-se que se ela tivesse vivido, ela teria sido assídua em encontrar diversões para ele em no seio de sua família, o teria seguido em suas curtas excursões, e teria feito as honras dos 'petits soupers' que ele tanto gostava de dar em seus aposentos particulares."